# 南極櫛鯧
南極櫛鯧（学名：Hyperoglyphe antarctica）為輻鰭魚綱鱸形目鯧亞目長鯧科的其中一種，其种加词“antarctica”意为“南极洲的”。分布於亞南極海域，棲息深度40-1500公尺，體長可達140公分，棲息在中底層的岩石海域，會做垂直性移動，可能成小群活動，屬肉食性，以甲殼類、魷魚為食，可做為食用魚，適合各種烹飪方式食用。